# Erin Wallace
Erin Wallace (18 de mayo de 2000) es una deportista de Reino Unido que compite en atletismo. Ganó una medalla de bronce en el Campeonato Europeo de Atletismo Sub-23 de 2021, en la prueba de 1500 m.